# Resnik, Borovlje
Resnik (nemško Reßnig) je naselje v Občini Borovlje v Okraju Celovec-dežela na Koroškem v Avstriji.